# Özlem Demirel
Özlem Alev Demirel-Böhlke (ur. 10 marca 1984 w miejscowości Malatya) – niemiecka polityk i działaczka związkowa tureckiego pochodzenia, w latach 2010–2012 posłanka do landtagu Nadrenii Północnej-Westfalii, posłanka do Parlamentu Europejskiego IX i X kadencji.

## Życiorys
Urodziła się w rodzinie tureckich alewitów, w Niemczech osiedliła się w 1989. W 2004 zdała egzamin maturalny, po czym studiowała m.in. politologię na Uniwersytecie w Bonn. Od 2005 członkini Die Linkspartei.PDS, z którą w 2007 dołączyła do Die Linke. Działaczka DIDF, organizacji parasolowej skupiającej zrzeszenia pracownicze i kulturalne Turków oraz Kurdów w Niemczech. Była członkinią zarządu młodzieżówki tej organizacji, a w 2010 weszła w skład jej zarządu federalnego.
W latach 2010–2012 sprawowała mandat posłanki do landtagu Nadrenii Północnej-Westfalii, od 2011 pełniła funkcję sekretarza generalnego frakcji parlamentarnej Die Linke. Od 2012 do 2014 kierowała zarządem federalnym DIDF. Została też etatową działaczką związkową w ramach Vereinte Dienstleistungsgewerkschaft.
W 2017 zajmowała pierwsze miejsce na liście wyborczej do landtagu (Die Linke nie przekroczyła wówczas progu wyborczego). We wrześniu 2018 została wybrana na jednego z dwóch głównych kandydatów swojej partii w wyborach do Parlamentu Europejskiego przewidzianych na maj 2019 (obok Martina Schirdewana). W wyniku tych wyborów uzyskała mandat eurodeputowanej IX kadencji. Z powodzeniem ubiegała się o poselską reelekcję w 2024.